# Jean Paul

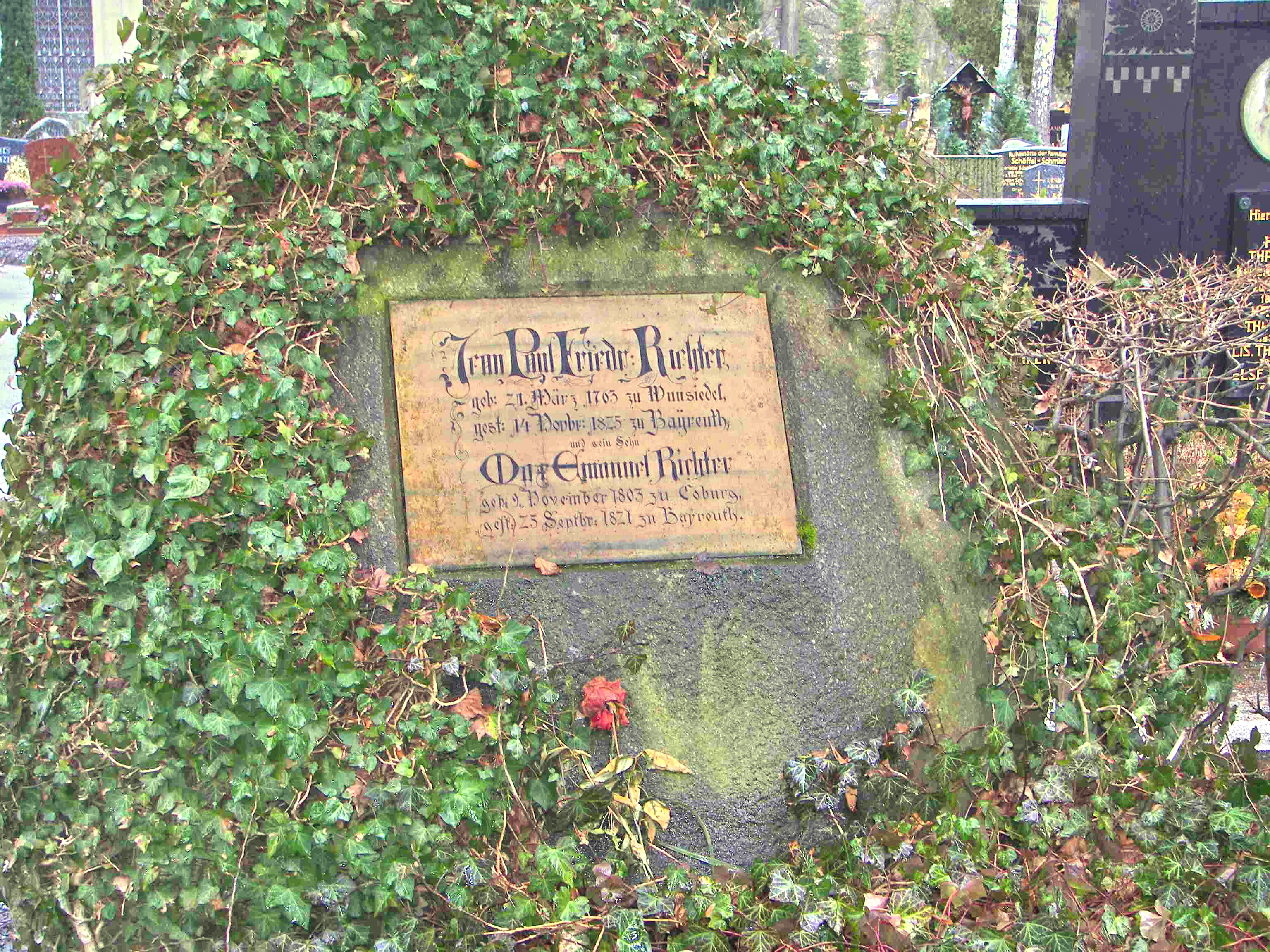
Hrob Jeana Paula Friedricha Richtera v Bayreuthu

Jean Paul, vlastním jménem Johann Paul Friedrich Richter, (21. března 1763 Wunsiedel – 14. listopadu 1825 Bayreuth) byl německý spisovatel, který se proslavil zejména svými humoristickými romány a povídkami. Také jeho estetické názory ovlivnily řadu autorů.

## Životopis
Johann Paul Friedrich Richter, který si později změnil jméno na Jean Paul, se narodil jako syn učitele, varhaníka a později pastora Johanna Christiana Christopha Richtra a jeho manželky Sofie Rosiny ve Wunsiedelu v Bavorsku. Atmosféra života na protestantské venkovské faře velmi ovlivnila dětství Jeana Paula.

### Studium
V květnu roku 1781 nastoupil Jean Paul na univerzitu v Lipsku, aby studoval teologii, místo toho se však začal věnovat psaní. Jako své první literární pokusy napsal především satirické kusy ve stylu Jonathana Swifta a Christiana Ludwiga Liscowa, které vyšly v souhrnném vydání roku 1783 jako "Gronské procesy". 1784 musel Jean Paul utéci před svými věřiteli a vrátil se zpět ke své matce. Své pocity z návratu popisuje v knize Siebenkäs, česky jako "Advokát Sirový". Teprve roku 1787 našel místo jako soukromý učitel.

### Vrcholné období
Roku 1796 na pozvání Charlotte von Kalb navštěvuje Výmar, dobové literární centrum, kde byl s respektem přijat, ačkoliv zůstal jeho vztah ke Goethemu a Schillerovi chladný a distancovaný. Dva roky poté se Jean Paul do Výmaru přestěhoval a spřátelil se s J. G. Herderem. Ve Výmaru se množily jeho milostné pletky: na podzim roku 1799 se zasnoubil s Karoline von Feuchtersleben, což přineslo komplikace především kvůli rozdílnému původu. Aby se jim vyhnul, zrušil zasnoubení. Roku 1800 poznává během cesty do Berlína Karoline Mayer, kterou si o rok později vzal za ženu.
Cesta do Berlína představuje nejdůležitější bod jeho literární kariéry: pruská královna Luisa se projevila jako nadšená čtenářka jeho knih. To ho přivedlo k myšlence přestěhovat se do Berlína, kde se mimo jiné nacházeli jeho přátelé bratři August Wilhelm a Friedrich Schlegel nebo Johann Gottlieb Fichte.
Krátce před svojí smrtí oslepl. V roce 1825 umírá, byl pochován na městském hřbitově v Bayreuthu ('Bayreuther Stadtfriedhof').

## Galerie

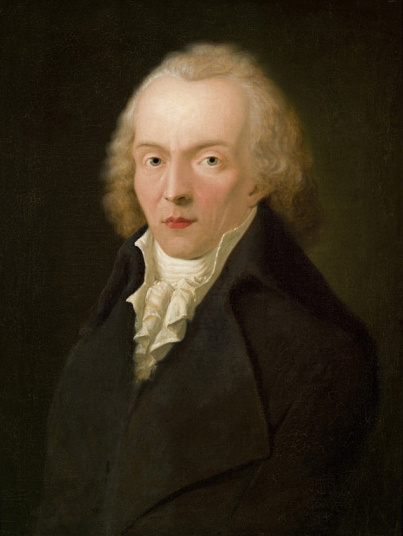
Jean Paul Friedrich Richter
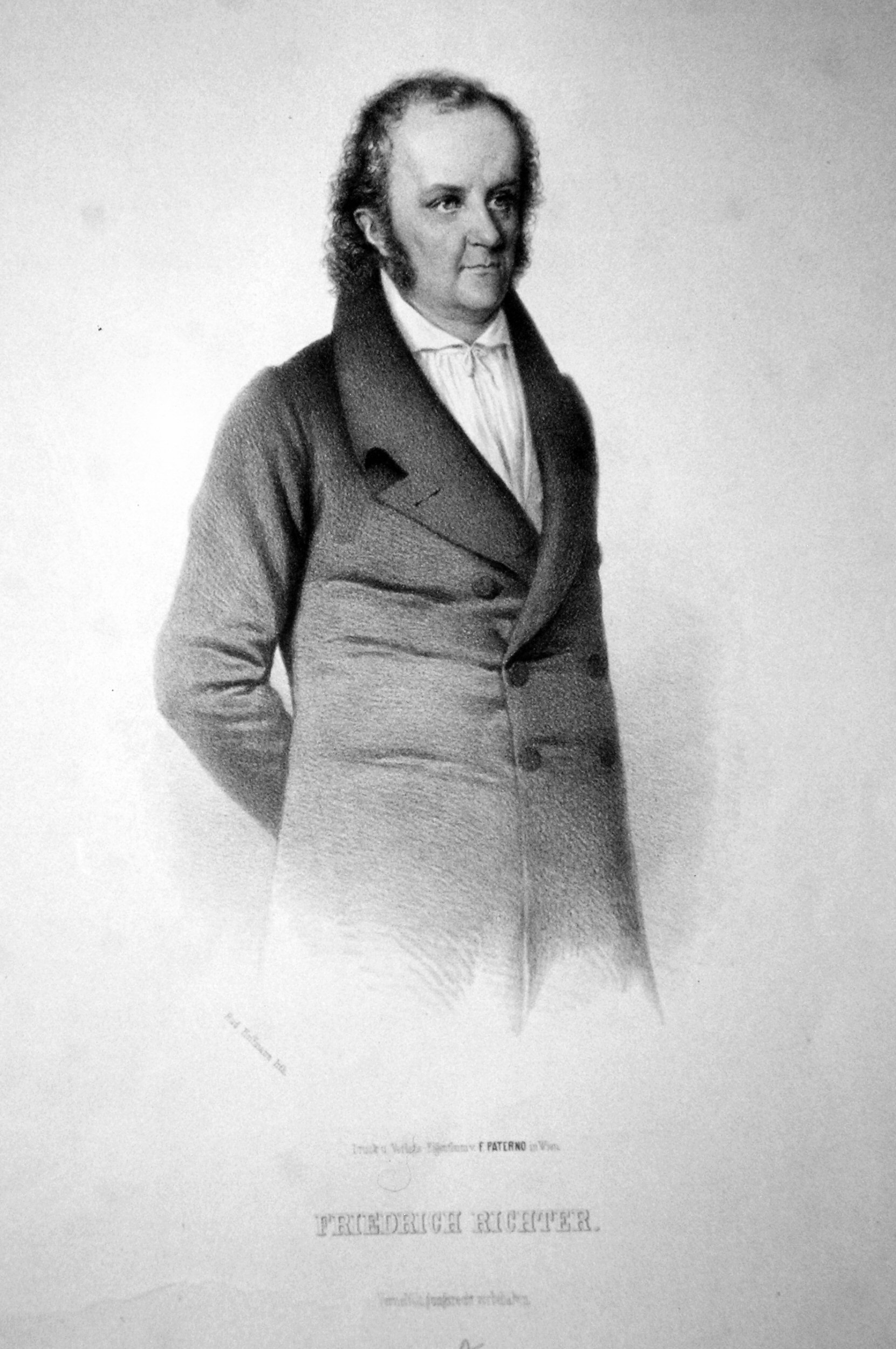
Jean Paul Friedrich Richter
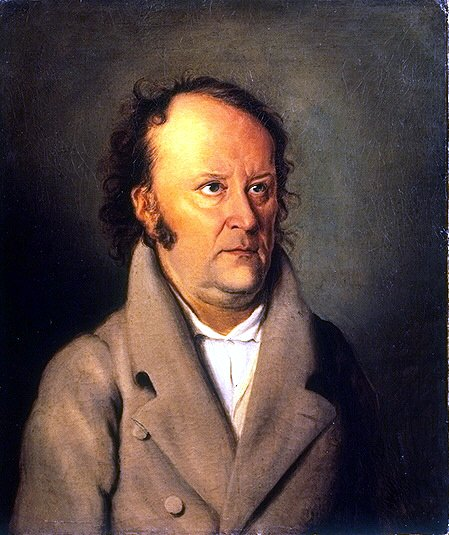
Jean Paul (Friedrich Meier, 1810)
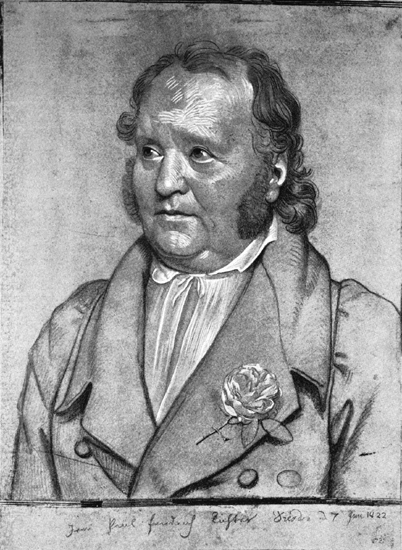
Jean Paul Friedrich Richter (Carl Christian Vogel von Vogelstein)
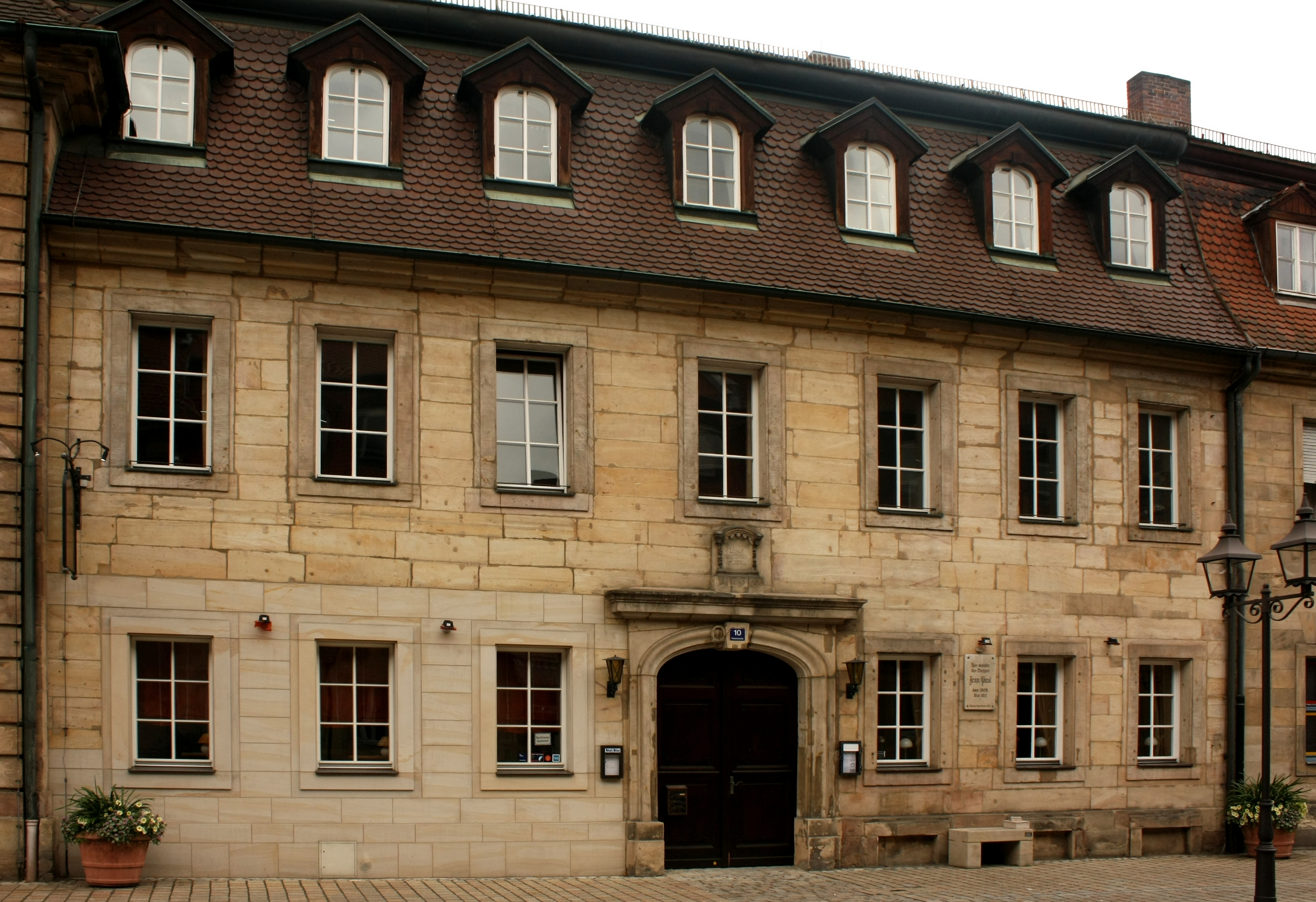
Dům, v kterém v letech 1808-1811 žil (Bayreuth)

## Dílo
- Vorschule der Ästhetik, 1804
- Dr. Katzenbergers Badereise,
- Bemerkungen über den Menschen,
- Selina (román)

### České překlady
- Advokát Sirový: Výjevy o květech, plodech a trní neboli Manželství, smrt a svatba advokáta chudých Houžvětína Stanislava Sirového v říšském tržním městysi Kopytví. 1. vyd. Praha: Odeon, 1983. 498 S.
- Doktor Škrtikočka jede do lázní; Hrst aforismů. Praha: SNKLU, 1963. 236 S.
- Odhalení žen : kromě několika pravd o lásce a manželství sebraných z jeho děl ku prospěchu a užitku obou pohlaví jedním, jemuž to nepomohlo. Praha: Adolf Synek, 1930. 103 S.
- Dvě idyly. V Praze: J. Otto, 1917. 102 S.